# Lillkejsarsyndromet
Lillkejsarsyndromet eller lillkejsareffekten är ett fenomen inom Kinas ettbarnspolitik där många barn kräver "överdriven" uppmärksamhet. Samtidigt begär föräldrarna att deras barn skall få uppleva fördelar, som de själva förnekades. Andrew Marshall menar att det formar det kinesiska samhället på olika oförväntade sätt  som i framtiden förväntas kulminera och utvecklas till en "uppföranderelaterad tidsbomb."
Det är vanligast i storstäderna, eftersom det inte är lika stränga kontroller ute på landsbygden att enbarnspolitiken förs.
Forskningsresultat från tidigare studier är inte överensstämmande med vissa mer sentida studier som kommit fram till att det inte finns några tydliga skillnader mellan enda barn och barn med syskon. Emellertid visade en undersökning publicerad 2013 på 431 vuxna personer i Beijing att de som hade vuxit upp efter införandet av ettbarnspolitiken hade brist på "entreprenörsanda och villighet att ta risker". Detta hade också en signifikant inverkan på karriärval.

### Fotnoter
1. ↑  Marshall, Andrew. "Little emperors." The Times (London, England) 29 november 1997: 44.
2. ↑  Branson, Louise. "China's brat pack; Generation of only-children." Sunday Times (London, England) 19 juni 1988.
3. ↑  Wan, et al. "Comparison of personality traits of only and sibling school children in Beijing." Journal of Genetic Psychology 155.4: 377(12).
4. ↑  Shen, "Moral values of only and sibling children in the mainland China." The Journal of Psychology 133.1: 115(11).
5. ↑  Mara Hvistendahl, "Making a Selfish Generation by Fiat." Science, 11 januari 2013: 131.
6. ↑  "China’s One Child policy creates ‘risk-averse’ adults." Arkiverad 12 januari 2013 hämtat från the Wayback Machine. The International News, 12 januari 2013.
7. ↑  "China’s One-Child Policy Yields Adults Fearing Risk." Bloomberg News, 10 januari 2013.